# Concretie

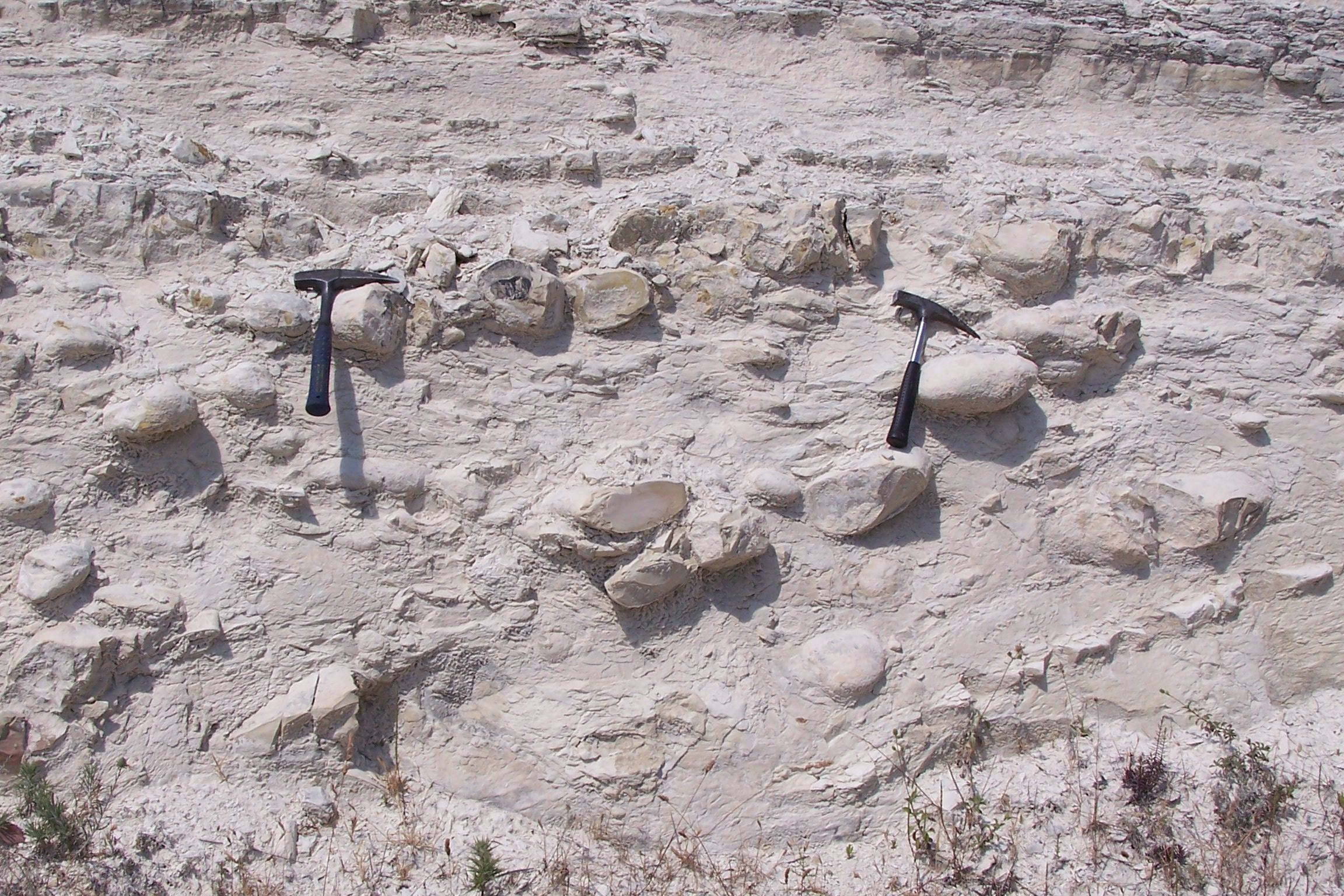
Concreties van vuursteen vormen knollen in dit krijtgesteente op Cyprus.

Een concretie is een bolvormige of ovale, geïsoleerde vorm uit formaties van afzettingsgesteenten. Concreties hangen nauw samen met knollen. Knollen hebben een afgeronde structuur en komen individueel voor. Een concretie daarentegen is meestal een massa van een aantal knollen. 
Concreties zijn ontstaan door diagenese, een proces waarbij warmte en druk een gesteente veranderen, maar niet zo groot als metamorfose. 
De meeste concreties komen voor in kalksteen en krijtgesteente. Ook klei-ijzersteen is een rijke bron voor concreties. 
Het kan gebeuren dat sommige concreties aan de oppervlakte komen (dagzomen). In deze concreties kunnen zich fossielen hebben gevormd, die goed intact zijn gebleven door de diagenese. Naast fossielen vindt men soms agaat terug.